# Aspitates orciferata
Aspitates orciferata là một loài bướm đêm trong họ Geometridae.